# Trachyserica longitarsa
Trachyserica longitarsa är en skalbaggsart som beskrevs av Brenske 1900. Trachyserica longitarsa ingår i släktet Trachyserica och familjen Melolonthidae.
Artens utbredningsområde är Madagaskar. Inga underarter finns listade i Catalogue of Life.